# ال نینو–نوسان جنوبی
ال نینو–نوسان جنوبی (به انگلیسی: El Niño–Southern Oscillation) که به اختصار اِنسو (ENSO) نامیده می‌شود، یک پدیده اقلیمی جهانی است که از تغییرات بادها و دمای سطح دریا در مناطق مدارگانی اقیانوس آرام پدید می‌آید. این تغییرات اگرچه دارای یک الگوی نامنظم هستند، اما چرخه‌هایی شبیه به هم دارند. وقوع ENSO قابل پیش‌بینی نیست و آب و هوای بسیاری از مناطق حاره‌ای و جنب‌حاره‌ای را تحت تأثیر قرار می‌دهد و با عرض جغرافیایی بالاتر جهان دارای پیوند (اتصال از راه دور) است. فاز گرم این پدیده که گرم‌شدن دمای سطح دریا همراه است، به ال نینو (El Niño) و فاز سرد آن به لا نینا (La Niña) معروف است. نوسان جنوبی با نوسان اتمسفری ارتباط دارد که همراه با تغییر دمای دریاست.
ال نینو با مقدار بالاتر از نرمال فشار هوا در سطح دریا در اندونزی، استرالیا و در امتداد اقیانوس هند تا اقیانوس اطلس همراه است. الگوی لا نینا تقریباً معکوس است: فشار بالا بر روی اقیانوس آرام مرکزی و شرقی و فشار پایین‌تر در بخش عمده مابقی مناطق حاره‌ای و جنب‌حاره‌ای. این دو پدیده هر کدام یک سال یا بیشتر طول می‌کشند و معمولاً هر دو تا هفت سال یک‌بار با شدت‌های متفاوت و با شدت کمتر در دوره‌های خنثی رخ می‌دهند. شدت رویدادهای ال نینو می‌تواند بیشتر باشد، اما رویدادهای لا نینا ممکن است تکرار شده و بیشتر طول بکشد.
مکانیسم کلیدی ENSO بازخورد بیرکنز است که در سال ۱۹۶۹ به‌نام یاکوب بیرکنز نام‌گذاری شده است. این بازخورد تغییرات جوّی دمای دریا را تغییر داده و به نوبه خود بادهای جوّی را در یک بازخورد مثبت تغییر می‌دهند. بادهای بسامان شرقی ضعیف‌تر منجر به خیزش و بالا آمدن آب‌های سطحی گرم به سمت شرق و کاهش فراچاهش اقیانوس‌ها در استوا می‌شود. این پدیده به نوبه خود، منجر به گرم شدن دمای سطح دریا (ال نینو)، چرخه واکر ضعیف‌تر (یک گردش واژگونی شرقی-غربی در اتمسفر) و حتی بادهای بسامان ضعیف تر می‌شود. در نهایت آب‌های گرم در غرب حاره‌ای اقیانوس آرام به اندازه کافی تخلیه می‌شود تا شرایط به حالت عادی بازگردد. سازوکارهای دقیقی که باعث ایجاد این نوسان می‌شود، نامشخص بوده و در حال مطالعه است.
هر کشوری که ENSO را پایش می‌کند آستانه متفاوتی برای رویدادهای ال نینو یا لا نینا دارد که متناسب با علایق خاص آنها طراحی شده است. ال نینو و لانینا بر اقلیم جهانی تأثیر می‌گذارند و الگوهای عادی وضع هوا را مختل می‌کنند که در نتیجه می‌تواند منجر به طوفان شدید در برخی نقاط و خشکسالی در برخی نقاط دیگر شود. رویدادهای ال نینو باعث افزایش کوتاه‌مدت (تقریباً ۱ ساله) متوسط جهانی دمای سطح می‌شود در حالی که رویدادهای لا نینا باعث خنک‌شدن کوتاه‌مدت سطح می‌شود. بنابراین، فراوانی نسبی رویدادهای ال نینو در مقایسه با لانینا می‌تواند بر روند دمای جهانی در مقیاس‌های زمانی حدود ده ساله تأثیر بگذارد. کشورهایی که بیشتر تحت تأثیر ENSO قرار گرفته‌اند، کشورهای در حال توسعه‌ای هستند که با اقیانوس آرام هم‌مرز بوده و به کشاورزی و ماهیگیری وابسته هستند.
ال نینو–نوسان جنوبی در علوم مرتبط با تغییر اقلیم به‌عنوان یکی از پدیده‌های داخلی تغییرپذیری اقلیم شناخته می‌شود. روندهای آینده در ENSO به دلیل تغییرات اقلیمی نامشخص است، اگرچه تغییرات اقلیمی اثرات خشکسالی و سیل را تشدید می‌کند. ششمین گزارش هیئت بین‌دولتی تغییر اقلیم دانش علمی در سال ۲۰۲۱ برای آینده ENSO را به این شرح خلاصه کرده است: در درازمدت، به احتمال زیاد واریانس بارش مربوط به ال نینو–نوسان جنوبی افزایش خواهد یافت. همچنین اجماع علمی بر این است که بسیار محتمل است که تغییرپذیری بارندگی به تغییر در قدرت و وسعت فضایی دورپیوند ENSO مرتبط باشد که منجر به تغییرات قابل توجهی در مقیاس منطقه‌ای خواهد شد.

## تعریف و واژه‌شناسی

شاخص نوسان جنوبی از سال ۱۸۷۶ تا ۲۰۲۴. نوسان جنوبی مؤلفه جوّی ال نینو است. این مؤلفه یک نوسان در فشار هوای سطحی بین آب‌های حاره‌ای اقیانوس آرام شرقی و غربی است.

ال نینو–نوسان جنوبی یک پدیده اقلیمی واحد است که به‌طور دوره ای بین سه فاز در نوسان است: خنثی، لا نینا یا ال نینو. لا نینا و ال نینو فازهای متضاد در این نوسان هستند که به نظر می‌رسد زمانی رخ می‌دهند که شرایط خاص اقیانوسی و جوّی فراهم شده یا از آن فراتر رود.
اولین ذکر ثبت‌شده از اصطلاح «ال نینو» («پسر» در اسپانیایی) برای اشاره به اقلیم در سال ۱۸۹۲ رخ داد، وقتی کاپیتان کامیلو کاریلو در کنگره جامعه جغرافیایی در لیما گفت که دریانوردان اهل پرو نام جریان گرم جنوبی را «ال نینو» گذاشتند، زیرا در نزدیکی کریسمس بیشتر قابل توجه بود. اگرچه جوامع پیش از کریستف کلمب مطمئناً از این پدیده آگاه بودند، اما نام‌های بومی آن در تاریخ گم شده است.
اصطلاح ال نینو با حروف بزرگ به فرزند مسیح، عیسی، اشاره دارد؛ زیرا گرم‌شدن دوره‌ای آب در اقیانوس آرام در نزدیکی آمریکای جنوبی معمولاً در حوالی کریسمس مشاهده می‌شود.
در اصل، اصطلاح ال نینو به جریان اقیانوسی گرم سالانه و ضعیفی اطلاق می‌شد که در حدود زمانی کریسمس به سمت جنوب در امتداد سواحل پرو و اکوادور می‌رفت. با این حال، با گذشت زمان این اصطلاح تکامل یافته است و اکنون به مرحله گرم و منفی ال نینو–نوسان جنوبی (ENSO) اشاره دارد. عبارت اصلی El Niño de Navidad قرن‌ها پیش پدید آمد، زمانی که ماهیگیران اهل پرو، این پدیده آب و هوایی را به نام مسیح تازه متولد شده نام‌گذاری کردند.
لا نینا («دختر» در اسپانیایی) همتای سردتر ال نینو و به عنوان بخشی از الگوی اقلیمی گسترده‌تر ENSO است. در گذشته به آن ضد ال نینو و ال ویجو (El Viejo) به معنای «پیرمرد» نیز می‌گفتند.
فاز منفی طی دوره ال نینو زمانی وجود دارد که فشار اتمسفری موجود بر روی اندونزی و غرب اقیانوس آرام به طرز غیرعادی بالا و فشار بر روی شرق اقیانوس آرام به‌طور غیرطبیعی پایین است. فاز مثبت زمانی است که طی دوره‌های لانینا حالت عکس فاز منفی رخ می‌دهد و فشار بر روی اندونزی کم و بر روی غرب اقیانوس آرام زیاد است.

## مبانی

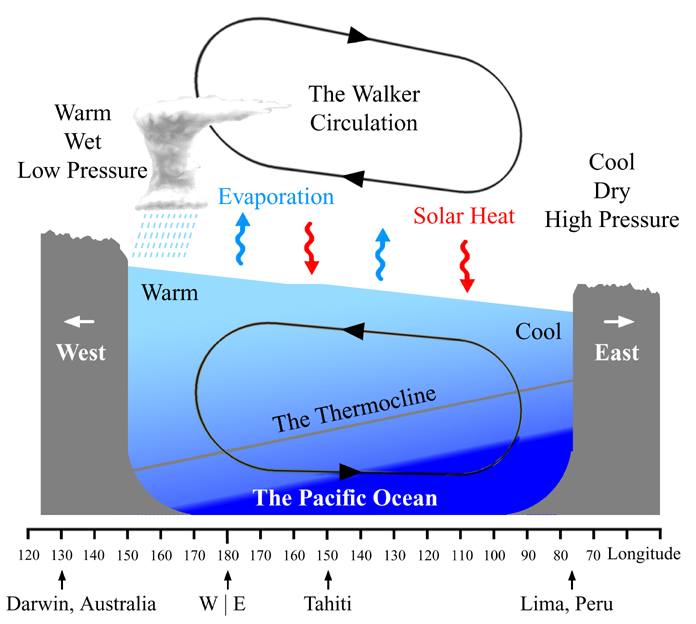
غرب اقیانوس آرام معمولاً گرم‌تر از شرق اقیانوس آرام است. آبهای گرم‌تر منجر به ابرناکی بیشتر، بارندگی و فشار کم هوا در غرب اقیانوس آرام می‌شود. تجمع آب‌های گرم به سمت غرب نیز به لایه ضخیم‌تری از آب گرم اقیانوس منجر می‌شود که عمق پرده دمایی را کاهش می‌دهد.

دمای سطح اقیانوس در اقیانوس آرام شرقی حاره‌ای به‌طور میانگین حدود ۸–۱۰ درجه سلسیوس (۴۶–۵۰ درجه فارنهایت) سردتر از اقیانوس آرام غربی حاره‌ای است. میانگین دمای سطح دریا (SST) در غرب اقیانوس آرام و شمال شرقی استرالیا ۲۸–۳۰ درجه سلسیوس (۸۲–۸۶ درجه فارنهایت) است. دمای سطح دریا در شرق اقیانوس آرام و ساحل غربی آمریکای جنوبی به ۲۰ درجه سلسیوس (۶۸ درجه فارنهایت) نزدیک‌تر است. بادهای بسامان قوی در نزدیکی استوا، آب‌ها را از شرق اقیانوس آرام و به سمت غرب آن می‌رانند. این آب در حالی که خورشید در امتداد استوا به سمت غرب حرکت می‌کند، به آرامی توسط خورشید گرم می‌شود. به دلیل خیزش آی در غرب اقیانوس آرام، سطح اقیانوس در نزدیکی اندونزی حدود ۰٫۴۶ متر (۱٫۵ فوت) بالاتر از سطح آب در نزدیکی پرو است. پرده دمایی یا منطقه گذار بین آب‌های گرم‌تر در نزدیکی سطح اقیانوس و آب‌های سردتر در اعماق اقیانوس، به دلیل این تجمع آب در غرب اقیانوس آرام به سمت پایین رانده می‌شود.
وزن کلی ستون آب اقیانوس، در غرب و شرق اقیانوس آرام تقریباً یکسان است. از آنجا که آب‌های گرم‌تر لایه‌های بالایی اقیانوس چگالی کمتری نسبت به لایه‌های عمیق و سردتر اقیانوس دارند، لایه ضخیم‌تر آب گرم‌تر در غرب اقیانوس آرام به این معنی است که پرده دمایی آنجا باید عمیق‌تر باشد. تفاوت وزن باید به اندازه ای باشد که هر جریان برگشتی آب عمیق را هدایت کند. در نتیجه، پرده دمایی در سراسر اقیانوس آرام حاره‌ای منحرف شده و از عمق متوسط حدود ۱۴۰ متر (۴۵۰ فوت) در غرب اقیانوس آرام به عمق حدود ۲۷ متر (۹۰ فوت) در شرق اقیانوس آرام افزایش می‌یابد.
آب‌های سردتر در اعماق اقیانوس جای آب‌های سطحی خروجی در شرق اقیانوس آرام را می‌گیرد و در فرآیندی به نام فراچاهش به سمت سطح اقیانوس بالا می‌آیند. در امتداد سواحل غربی آمریکای جنوبی، آب نزدیک سطح اقیانوس به دلیل ترکیب بادهای بسامان و اثر کوریولیس به سمت غرب رانده می‌شود. این فرایند به نام انتقال اکمن شناخته می‌شود. آب سردتر از اعماق اقیانوس در امتداد حاشیه قاره‌ای بالا می‌رود تا جایگزین آب‌های نزدیک به سطح شود. این فرایند شرق اقیانوس آرام را خنک می‌کند زیرا پرده دمایی به سطح اقیانوس نزدیک‌تر است و جدایی نسبتاً کمی بین آب سرد عمیق‌تر و سطح اقیانوس ایجاد می‌کند. همچنین جریان هامبالت که به سمت شمال جریان دارد، آب سردتر را از اقیانوس جنوبگان به‌سمت مدارگان در شرق اقیانوس آرام حمل می‌کند. ترکیب جریان هامبالت و فراچاهش، باعث حفظ پهنه‌ای از آب‌های اقیانوسی سردتر در سواحل پرو می‌شود. غرب اقیانوس آرام فاقد جریان اقیانوسی سرد است و فراچاهش کمتری دارد، زیرا بادهای بسامان معمولاً ضعیف تر از شرق اقیانوس آرام هستند که اجازه می‌دهد تا غرب اقیانوس آرام به دمای گرم‌تری برسد. این آب‌های گرم‌تر انرژی لازم برای حرکت هوا به سمت بالا را فراهم می‌کنند. در نتیجه، غرب اقیانوس آرام که گرم است، به‌طور متوسط ابرناکی و بارندگی بیشتری نسبت به شرق اقیانوس آرام که خنک است، دارد.
ENSO یک تغییر شبه‌دوره‌ای از شرایط اقیانوسی و جوی را در اقیانوس آرام حاره‌ای توصیف می‌کند. این تغییرات بر الگوهای هوا در بیشتر نقاط زمین تأثیر می‌گذراند. گفته می‌شود که اقیانوس آرام حاره‌ای، بسته به شرایط جوّی و اقیانوسی در یکی از سه حالت ENSO (که به آن «فاز» نیز می‌گویند) قرار دارد. هنگامی که اقیانوس آرام حاره‌ای تقریباً منعکس‌کننده شرایط متوسط است، گفته می‌شود که وضعیت ENSO در فاز خنثی است. با این حال، اقیانوس آرام حاره‌ای گاهی از این شرایط متوسط دور می‌شود. اگر بادهای بسامان ضعیف تر از حد متوسط باشند، اثر فراچاهش در شرق اقیانوس آرام و جریان آب‌های سطحی و گرم‌تر اقیانوس به سمت اقیانوس آرام غربی کاهش می‌یابد. این حالت باعث ایجاد وضعیت سردتر در غرب اقیانوس آرام و وضعیت گرم‌تر در اقیانوس آرام شرقی شده و منجر به تغییر ابرناکی و بارندگی به سمت شرق اقیانوس آرام می‌شود. این وضعیت ال نینو نامیده می‌شود. اگر بادهای بسامان قوی‌تر از حد متوسط باشند، حالت برعکس اتفاق می‌افتد که به اقیانوس آرام غربی گرم‌تر و اقیانوس آرام شرقی سردتر منجر می‌شود. این وضعیت لا نینا نامیده می‌شود و با افزایش پوشش ابر و بارندگی در غرب اقیانوس آرام همراه است.

### بازخورد بیرکنز
رابطه نزدیک بین دمای اقیانوس‌ها و قدرت بادهای بسامان اولین بار توسط یاکوب بیرکنز در سال ۱۹۶۹ تشریح شد. بیرکنز همچنین فرض کرد که ENSO یک سیستم بازخورد مثبت است که در آن تغییرات مرتبط در یک جزء از سامانه اقلیمی زمین (اقیانوس یا اتمسفر) باعث تقویت تغییرات در دیگری می‌شود. برای مثال، طی فاز ال نینو، کاهش تضاد در دمای اقیانوس‌ها در سراسر اقیانوس آرام منجر به بادهای بسامان ضعیف‌تر شده و حالت ال نینو را بیشتر تقویت می‌کند. این فرایند به‌نام بازخورد بیرکنز شناخته می‌شود. اگرچه این تغییرات مرتبط در اقیانوس و اتمسفر اغلب با هم اتفاق می‌افتند، وضعیت اتمسفر ممکن است شبیه یک فاز متفاوت ENSO نسبت به حالت اقیانوسی باشد یا برعکس. از آنجا که حالت‌های آن‌ها ارتباط نزدیکی با هم دارند، تغییرات ENSO ممکن است از تغییرات در اقیانوس و اتمسفر ناشی شود و لزوماً ناشی از تغییر اولیه فقط یکی یا دیگری نباشد. مدل‌های مفهومی نشان می‌دهند که نحوه عملکرد ENSO به‌طور کلی فرضیه بازخورد بیرکنز را تأیید می‌کند. با این حال، اگر بازخورد بیرکنز تنها فرایندی بود که روی می‌دهد، ENSO همیشه در یک فاز باقی می‌ماند. چندین نظریه برای توضیح اینکه چگونه ENSO با وجود بازخورد مثبت می‌تواند از یک حالت به حالت دیگر تغییر کند، ارائه شده است. این توضیحات به‌طور کلی در دو دسته قرار می‌گیرند: در یک دیدگاه، بازخورد بیرکنز به‌طور طبیعی باعث بازخوردهای منفی می‌شود که به وضعیت غیرعادی اقیانوس آرام حاره‌ای پایان داده یا آن را معکوس می‌کند. این دیدگاه حاکی از آن است که فرآیندهایی که به ال نینو و لا نینا منتهی می‌شوند در نهایت باعث پایان آنها نیز می‌شوند و این حالت ENSO را به فرایندی خودپایدار تبدیل می‌کند.
بر پایه تئوری‌های دیگر، وضعیت ENSO به دلیل پدیده‌های نامنظم و خارجی مانند نوسان مادن–جولیان، امواج ناپایداری حاره‌ای و وزش باد غربی تغییر می‌کند.

### گردش واکر
سه فاز ENSO به گردش واکر مربوط می‌شوند که به نام گیلبرت واکر نام‌گذاری شده است. واکر نوسان جنوبی را در اوایل سده بیستم کشف کرد. گردش واکر یک گردش واژگونی شرقی-غربی در مجاورت استوا در اقیانوس آرام است. صعود هوا به سمت بالا با دمای بالای دریا، همرفت و بارندگی مرتبط است، در حالی که شاخه نزولی در دمای سردتر سطح دریا در شرق رخ می‌دهد. طی ال نیو با تغییر دمای سطح دریا، گردش واکر نیز تغییر می‌کند. گرم شدن در شرق اقیانوس آرام حاره‌ای، شاخه رو به پایین را ضعیف یا معکوس می‌کند، در حالی که شرایط خنک تر در غرب منجر به باران کمتر و نزول هوا می‌شود؛ بنابراین گردش واکر ابتدا ضعیف شده و ممکن است معکوس شود.

### نوسان جنوبی
نوسان جنوبی مؤلفه اتمسفری ENSO است. این مؤلفه نوسانی در فشار هوای سطحی بین مناطق حاره‌ای شرقی و غربی آب‌های اقیانوس آرام است. قدرت نوسان جنوبی با شاخص نوسان جنوبی (SOI) اندازه‌گیری می‌شود. این شاخص از نوسانات اختلاف فشار هوای سطحی بین تاهیتی (در اقیانوس آرام) و داروین، استرالیا (در اقیانوس هند) محاسبه می‌شود.
فازهای ال نینو دارای SOI منفی هستند، به این معنی که فشار کمتری روی تاهیتی و فشار بالاتری در داروین وجود دارد. از طرف دیگر فازهای لانینا دارای SOI مثبت هستند، به این معنی که فشار در تاهیتی بالاتر و در داروین کمتر است.
مراکز فشار اتمسفری کم‌روی آب‌های گرم و مراکز فشار زیاد روی آب‌های سرد روی می‌دهد که تا حدی به دلیل همرفت جوی عمیق روی آب‌های گرم است. فازهای ال نینو به‌صورت گرم‌شدن پایدار در مرکز و شرق اقیانوس آرام حاره‌ای تعریف می‌شود، بنابراین منجر به کاهش قدرت بادهای بسامان اقیانوس آرام و کاهش بارندگی در شرق و شمال استرالیا می‌شود. فازهای لا نینا به‌صورت خنک‌شدن پایدار اقیانوس آرام حاره‌ای مرکزی و شرقی تعریف می‌شود، بنابراین منجر به افزایش قدرت بادهای تجاری اقیانوس آرام می‌شود و اثرات آن در استرالیا در مقایسه با ال نینو معکوس است.
گرچه شاخص نوسان جنوبی دارای پیشینه ثبت طولانی ایستگاهی است که به دهه ۱۸۰۰ بازمی‌گردد، قابلیت اطمینان آن به دلیل قرار گرفتن در عرض‌های جغرافیایی داروین و تاهیتی در جنوب استوا محدود است، به گونه‌ای که فشار هوای سطحی در هر دو مکان ارتباط مستقیم کمتری با ENSO دارد. برای غلبه بر این اثر، شاخص جدیدی به نام شاخص نوسانات جنوبی استوایی (EQSOI) ایجاد شد. برای تهیه این شاخص، دو منطقه جدید با محوریت استوا تعریف شد. منطقه غربی بر روی اندونزی و منطقه شرقی بر روی اقیانوس آرام استوایی، نزدیک به سواحل آمریکای جنوبی قرار دارد. با این حال، پیشینه داده‌های مربوط به EQSOI تنها به سال ۱۹۴۹ بازمی‌گردد.
ارتفاع سطح دریا (SSH) در منطقه استوایی اقیانوس آرام همراه با ESNO چندین سانتی‌متر به بالا یا پایین تغییر می‌کند: ال نینو به دلیل انبساط حرارتی باعث بی‌هنجاری مثبت SSH (افزایش سطح دریا) می‌شود، در حالی که لا نینا باعث بی‌هنجاری منفی SSH (کاهش سطح دریا) به‌دلیل انقباض می‌شود.

## سه فاز دمای سطح دریا
ال نینو–نوسان جنوبی یک پدیده اقلیمی واحد است که به‌طور شبه‌دوره‌ای بین سه فاز در نوسان است: خنثی، لا نینا یا ال نینو. لا نینا و ال نینو فازهای متضادی هستند که نیاز به تغییرات خاصی دارد که باید هم در اقیانوس و هم در اتمسفر پیش از شروع آن رویداد رخ دهد. لا نینا فاز سرد ENSO است که در آن دمای سطح دریا (SST) در شرق اقیانوس آرام زیر حد متوسط، فشار هوا در شرق اقیانوس آرام بالا و در غرب اقیانوس آرام پایین است. چرخه ENSO، شامل هر دو فاز ال نینو و لا نینا باعث تغییرات جهانی در دما و بارش می‌شود.
به گفته اداره ملی اقیانوسی و جوی ایالات متحده، دمای سطح دریا در سه‌چهارم محدوده ال‌نینو که پهنه‌ای از نصف‌النهارهای ۱۲۰ تا ۱۷۰ طول جغرافیایی غربی و پنج درجه عرض جغرافیایی در دو طرف استوا را شامل می‌شود، مورد پایش قرار می‌گیرد. این منطقه تقریباً در ۳۰۰۰ کیلومتری (۱۹۰۰ مایل) جنوب شرقی هاوایی است. اگر دمای سطح آب در این منطقه نسبت به آخرین میانگین سه‌ماهه محاسبه‌شده بیش از ۰٫۵ درجه سانتیگراد (۰٫۹ درجه فارنهایت) بالاتر (یا پایین‌تر) از نرمال برای آن دوره باشد، این حالت به‌عنوان یک ال‌نینو (یا لانینا) در حال پیشرفت در نظر گرفته می‌شود. اداره هواشناسی بریتانیا نیز از یک دوره چند ماهه برای تعیین وضعیت ENSO استفاده می‌کند. اگر این گرم‌شدن یا سردشدن تنها برای هفت تا نه ماه اتفاق می‌افتد، به عنوان «شرایط» ال‌نینو یا لانینا طبقه‌بندی می‌شود و اگر زمان آن بیشتر از این مدت باشد، به عنوان «دوره‌های» ال نینو یا لانینا شناخته می‌شود.

### فاز خنثی
اگر تغییرات اقلیم‌شناختی دما در حد ۰٫۵ درجه سلسیوس (۰٫۹ درجه فارنهایت) باشد، وضعیت ENSO به عنوان خنثی توصیف می‌شود. شرایط خنثی نشان‌دهنده حالت گذار بین فازهای سرد و گرم ENSO است. دمای سطح دریا (طبق تعریف)، بارش حاره‌ای و الگوهای باد در این فاز شرایط تقریباً متوسطی دارند. نزدیک به نیمی از تمام سال‌ها در فازهای خنثی هستند. در فاز خنثی، سایر بی‌هنجاری‌ها و الگوهای اقلیمی مانند نوسان اطلس شمالی و الگوی دورپیوند اقیانوس آرام–آمریکای شمالی نفوذ و تأثیرگذاری بیشتری دارند.

### فاز ال نینو

حلقه رویداد ال نینو ۱۹۹۸–۱۹۹۷ نشان‌دهنده بی‌هنجاری شدید دمای سطح دریا (SST) در شرق حاره‌ای اقیانوس آرام است.

هنگامی که گردش واکر ضعیف یا معکوس شده و گردش هادلی تقویت می‌شود، فراچاهش آب سرد در فراساحل کمتر شده یا اصلاً رخ نمی‌دهد. این وضعیت باعث گسترش نواری از آب گرم اقیانوس در مرکز و شرق مرکزی اقیانوس آرام استوایی (تقریبا بین خط روزگردان و نصف‌النهار ۱۲۰ درجه غربی) از جمله مناطقی در سواحل غربی آمریکای جنوبی می‌شود.
این گرم‌شدن باعث تغییر در گردش اتمسفری شده و باعث افزایش فشار اتمسفری در در غرب اقیانوس آرام و عرض‌های پایین‌تر در شرق این اقیانوس می‌شود. همزمان بارندگی در اندونزی، هند و شمال استرالیا کاهش می‌یابد، در حالی که بارش باران و تشکیل چرخند حاره‌ای در اقیانوس آرام حاره‌ای افزایش می‌یابد. بادهای بسامان سطح پایین که معمولاً از شرق به غرب در امتداد استوا می‌وزند، یا ضعیف می‌شوند یا از جهت دیگر شروع به وزیدن می‌کنند.
فازهای ال نینو در فواصل نامنظم دو تا هفت ساله روی می‌هد و نه ماه تا دو سال طول می‌کشد. متوسط طول دوره پنج سال است. وقتی این گرم‌شدن برای هفت تا نه ماه روی دهد، به عنوان «شرایط» ال نینو طبقه‌بندی می‌شود. زمانی که مدت گرم‌شدن بیشتر باشد، به عنوان «اپیزود» ال نینو طبقه‌بندی می‌شود.
تصور می‌شود که حداقل ۳۰ رویداد ال نینو بین سال‌های ۱۹۰۰ تا ۲۰۲۴ رخ داده است که در این میان رویدادهای ۱۹۸۳–۱۹۸۲، ۱۹۹۸–۱۹۹۷ و ۲۰۱۶–۲۰۱۴ به‌عنوان قوی‌ترین رویدادها ثبت شده‌اند. از سال ۲۰۰۰، رویدادهای ال نینو در ۲۰۰۳–۲۰۰۲، ۲۰۰۵–۲۰۰۴، ۲۰۰۷–۲۰۰۶، ۲۰۱۰–۲۰۰۹، ۲۰۱۶–۲۰۱۴، ۲۰۱۹–۲۰۱۸ و ۲۰۲۴–۲۰۲۳ مشاهده شده است.
رویدادهای مهم ENSO در سال‌های ۱۷۹۳–۱۷۹۰، ۱۸۲۸، ۱۸۷۸–۱۸۷۶، ۱۸۹۱، ۱۹۲۶–۱۹۲۵، ۱۹۷۳–۱۹۷۲، ۱۹۸۳–۱۹۸۲، ۱۹۹۸–۱۹۹۷، ۲۰۱۶–۲۰۱۴، و ۲۰۲۴–۲۰۲۳ ثبت شده است. در طول اپیزودهای قوی ال نینو، یک اوج ثانویه در دمای سطح دریا در سراسر شرق دور اقیانوس استوایی اقیانوس آرام دیده می‌شود که گاهی از اوج اولیه پیروی می‌کند.

### فاز لا نینا

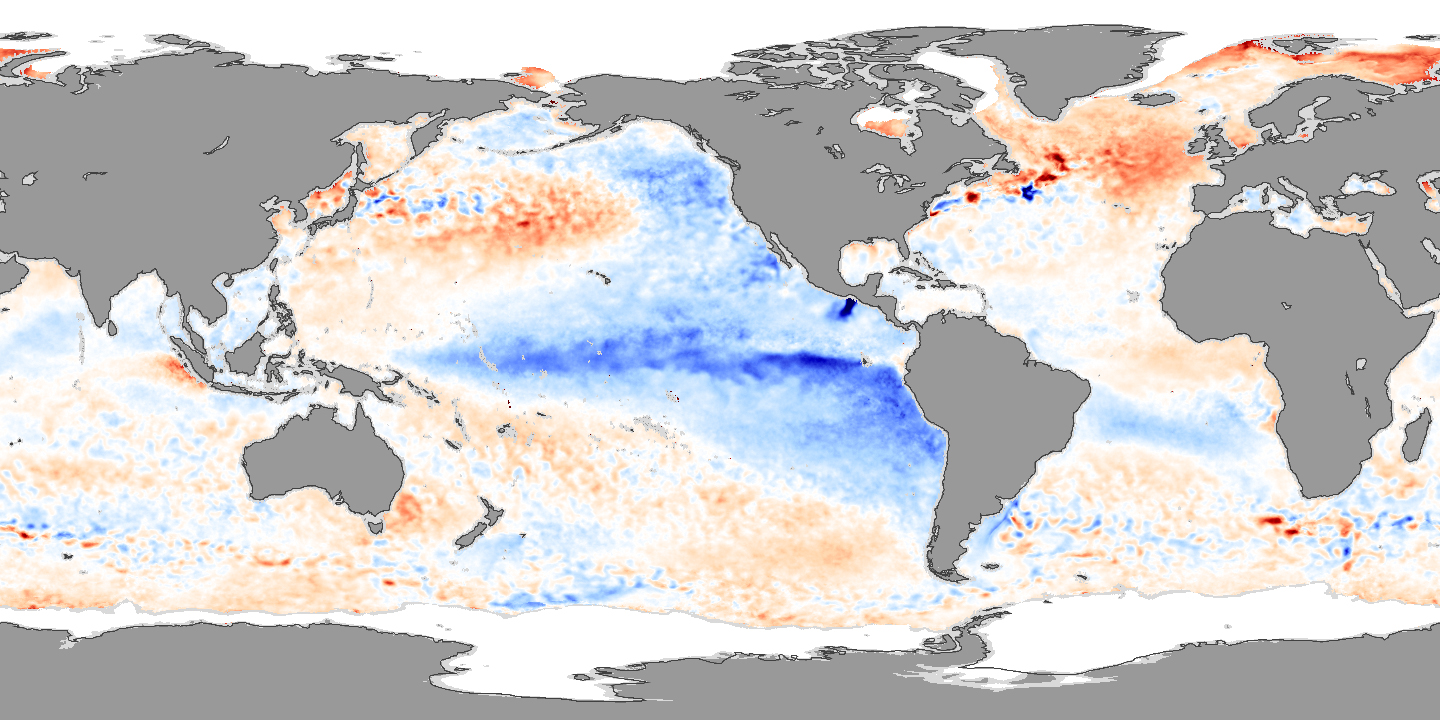
بی‌هنجاری‌های دمایی در نوامبر ۲۰۰۷ که نشان‌دهنده وضعیت لا نینا است.

گردش واکر که به‌صورت ویژه قوی باشد، باعث ایجاد لانینا می‌شود که به عنوان فاز اقیانوسی سرد و اتمسفری مثبت ENSO در نظر گرفته می‌شود. لا نینا برعکس الگوی ال نینو، لا نینا زمانی رخ می‌دهد که دمای سطح دریا در سراسر بخش استوایی شرقی اقیانوس آرام مرکزی ۳ تا ۵ درجه سلسیوس (۵٫۴ تا ۹ درجه فارنهایت) کمتر از حد معمول باشد. این پدیده زمانی رخ می‌دهد که بادهای قوی بر روی آب گرم از آمریکای جنوبی، در سراسر اقیانوس آرام به سمت اندونزی می‌وزند. همان‌طور که این آب گرم به سمت غرب حرکت می‌کند، آب سرد در نزدیکی آمریکای جنوبی از اعماق دریا به سطح بالا می‌رود.
حرکت گرمای بسیار زیاد در پهنه‌ای به اندازه یک چهارم سیاره زمین، به ویژه به شکل دما در سطح اقیانوس، می‌تواند تأثیر قابل توجهی بر وضع هوا در کل سیاره داشته باشد. امواج ناپایداری حاره‌ای بر روی نقشه‌های دمای سطح دریا قابل مشاهده است که زبانه‌ای از آب سردتر را نشان می‌دهد که اغلب در شرایط خنثی یا لا نینا وجود دارد.
لا نینا یک الگوی هوایی پیچیده است که هر چند سال یکبار اتفاق می‌افتد و اغلب بیش از پنج ماه ادامه می‌یابد. ال نینو و لا نینا می‌توانند نشانگر تغییرات وضع هوا در سراسر جهان باشند. توفندهای اقیانوس اطلس و اقیانوس آرام به دلیل چینش باد کمتر یا بیشتر و دمای سردتر یا گرم‌تر سطح دریا می‌توانند ویژگی‌های متفاوتی داشته باشد.
رویدادهای لا نینا برای صدها سال مشاهده شده است و به‌طور منظم در اوایل قرن ۱۷ و ۱۹ رخ داده است. از آغاز قرن بیستم، رویدادهای لانینا در طول این سال‌ها رخ داده است:
1. ۱۹۰۴–۱۹۰۳
2. ۱۹۰۷–۱۹۰۶
3. ۱۹۱۱–۱۹۰۹
4. ۱۹۱۸–۱۹۱۶
5. ۱۹۲۵–۱۹۲۴
6. ۱۹۳۰–۱۹۲۸
7. ۱۹۳۹–۱۹۳۸
8. ۱۹۴۳–۱۹۴۲
9. ۱۹۵۱–۱۹۴۹
10. ۱۹۵۷–۱۹۵۴
11. ۱۹۶۵–۱۹۶۴
12. ۱۹۷۲–۱۹۷۰
13. ۱۹۷۶–۱۹۷۳
14. ۱۹۸۵–۱۹۸۳
15. ۱۹۸۹–۱۹۸۸
16. ۱۹۹۶–۱۹۹۵
17. ۲۰۰۱–۱۹۹۸
18. ۲۰۰۶–۲۰۰۵
19. ۲۰۰۸–۲۰۰۷
20. ۲۰۰۹–۲۰۰۸
21. ۲۰۱۰–۲۰۱۲
22. ۲۰۱۶
23. ۲۰۱۸–۲۰۱۷
24. ۲۰۲۳–۲۰۲۰

### فازهای گذار
فازهای گذار در آغاز یا پایان ال نینو یا لا نینا نیز می‌توانند با تأثیر بر دورپیوند، عامل تأثیرگذار مهمی بر وضع هوای جهانی باشند. اپیزودهای مهم که به عنوان ترانس-نینو (Trans-Niño) شناخته می‌شوند، با شاخص ترانس-نینو (TNI) اندازه‌گیری می‌شوند. نمونه‌هایی از اقلیم کوتاه‌مدت تحت تأثیر در آمریکای شمالی شامل بارش در شمال غربی ایالات متحده و فعالیت شدید پیچند در ایالات متحده است.

## پایش و اعلام وضعیت

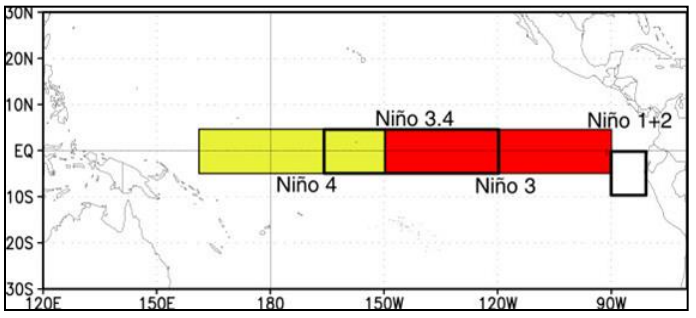
"مناطق نینو" که در آن دمای سطح دریا برای تعیین فاز فعلی ENSO (گرم یا سرد) پایش می‌شود.

در حال حاضر، هر کشور آستانه متفاوتی برای رویداد ال نینو دارد که متناسب با شرایط و علایق خاص آنها طراحی شده است؛ برای نمونه:
- در ایالات متحده، مرکز پیش‌بینی اقلیم و موسسه تحقیقات بین‌المللی اقلیم و جامعه این کشور، دمای سطح دریا را در منطقه ۳٫۴ نینو، اتمسفر منطقه حاره‌ای اقیانوس آرام پایش کرده و پیش‌بینی می‌کند که شاخص نینوی اقیانوسی NOAA برای چندین فصل متوالی برابر یا بیشتر از ٫۵ تغییر درجه سلسیوس (۰٫۹۰ تغییر درجه فارنهایت) خواهد بود.[۶۸] منطقه ۳٫۴ نینو در طول جغرافیایی از نصف النهارهای ۱۲۰ تا ۱۷۰ غربی و پنج درجه عرض جغرافیایی در دو سمت استوا امتداد دارد. این منطقه تقریباً ۳٬۰۰۰ کیلومتر (۱٬۹۰۰ مایل) در جنوب شرقی هاوایی است. آخرین میانگین سه‌ماهه برای منطقه محاسبه شده است و اگر دمای منطقه بیش از ۰٫۵ درجه سانتیگراد (۰٫۹ درجه فارنهایت) بالاتر از (یا کمتر از) نرمال برای آن دوره باشد، این وضعیت به‌عنوان یک ال نینو (یا لا نینای) در حال پیشرفت در نظر گرفته می‌شود.[۶۹]
- اداره هواشناسی استرالیا قبل از اعلام رویداد ENSO به بادهای بسامان، شاخص نوسان جنوبی، مدل‌های وضع هوا و دمای سطح دریا در مناطق نینو ۳ و نینو ۳٫۴ نگاه و توجه دارد.[۷۰]
- مرکز هواشناسی ژاپن اعلام می‌کند که یک رویداد ENSO زمانی شروع شده است که میانگین دمای ۵ ماهه دمای سطح دریا برای شش ماه متوالی در منطقه نینو ۳ بیش از ۰٫۵ تغییر درجه سلسیوس (۰٫۹۰ تغییر درجه فارنهایت) یا بیشتر انحراف داشته باشد.[۷۱]
- دولت پرو اعلام می‌کند که اگر انحراف دمای سطح دریا در مناطق نینو ۱+۲ برای حداقل سه ماه برابر یا بیشتر از ۰٫۴ تغییر درجه سلسیوس (۰٫۷۲ تغییر درجه فارنهایت) باشد، یک رویداد ساحلی ENSO در حال رخ‌دادن است.[۷۲]
- اداره هواشناسی بریتانیا نیز از یک دوره چند ماهه برای تعیین وضعیت ENSO استفاده می‌کند.[۷۳] هنگامی که این گرم‌شدن یا سرد شدن فقط برای هفت تا نه ماه اتفاق می‌افتد، به عنوان «شرایط» ال نینو/لا نینا طبقه‌بندی می‌شود؛ ولی زمانی که بیش از آن دوره رخ دهد، به عنوان «اپیزودهای» ال نینو/لا نینا طبقه‌بندی می‌شود.[۷۴]

## تأثیرات ENSO بر اقلیم جهانی

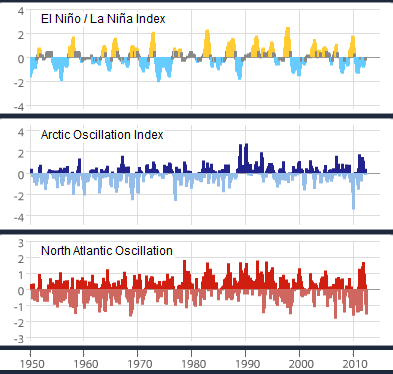
این تصویر سه نمونه از تغییرپذیری درونی اقلیم را نشان می دهدکه بین سال‌های ۱۹۵۰ و ۲۰۱۲ اندازه‌گیری شده‌اند: نوسان ال نینو، نوسان شمالگان و نوسان اطلس شمالی.

در علوم مرتبط با تغییر اقلیم، نوسان جنوبی به‌عنوان یکی از پدیده‌های درونی تغییرپذیری اقلیم شناخته می‌شود. دو نوسان مهم دیگر عبارتند از نوسان دهه‌ای اقیانوس آرام و نوسان چنددهه‌ای اقیانوس اطلس.: 23 
لا نینا بر اقلیم جهانی تأثیر می‌گذارد و الگوهای عادی وضع هوا را مختل می‌کند که می‌تواند در برخی نقاط به طوفان شدید و در برخی دیگر به خشکسالی منجر شود. رویدادهای ال نینو باعث افزایش کوتاه‌مدت (تقریباً یک‌ساله) در دمای متوسط سطح جهانی می‌شود، در حالی که رویدادهای La Niña باعث خنک‌شدن کوتاه‌مدت می‌شود. بنابراین، فراوانی نسبی ال نینو در مقایسه با رویدادهای لا نینا می‌تواند بر روند دمای جهانی در مقیاس‌های زمانی دهه‌ای تأثیر بگذارد.

### تغییر اقلیم
در حال حاضر نشانه‌ای از تغییرات واقعی در پدیده فیزیکی ENSO به دلیل تغییرات اقلیمی وجود ندارد. مدل‌های اقلیمی ENSO را به اندازه کافی برای پیش‌بینی‌های قابل اعتماد شبیه‌سازی نمی‌کنند. همچنین روندهای آینده در ENSO نامشخص هستند، زیرا مدل‌های مختلف پیش‌بینی‌های متفاوتی را انجام می‌دهند. ممکن است پدیده مشاهده شده از رویدادهای مکرر و قوی‌تر ال نینو تنها در مرحله اولیه گرمایش جهانی رخ دهد و سپس (به عنوان مثال، پس از گرم شدن لایه‌های پایین‌تر اقیانوس نیز)، ال نینو ضعیف‌تر می‌شود. همچنین ممکن است نیروهای تثبیت‌کننده و بی‌ثبات کننده بر این پدیده تأثیر گذاشته و در نهایت اثر یکدیگر را جبران کنند.
پیامدهای ENSO از نظر ناهنجاری‌های دما و بارندگی و حالت‌های شدید وضع هوا در سراسر جهان به وضوح در حال افزایش بوده و با تغییرات اقلیمی مرتبط هستند. به عنوان مثال، پژوهش دانشگاهی اخیر (از حدود سال ۲۰۱۹) نشان داده است که تغییرات اقلیمی باعث افزایش فراوانی رویدادهای شدید ال نینو می‌شود. پیش از این هیچ اتفاق نظری در مورد اینکه آیا تغییرات اقلیمی بر قدرت یا مدت رویدادهای ال نینو تأثیر خواهد داشت یا خیر وجود نداشت، همان‌طور که تحقیقات به‌طور متناوب از قوی‌تر و ضعیف‌تر شدن رویدادهای ال نینو، طولانی‌تر و کوتاه‌تر شدن آن حمایت می‌کرد.
در چند دهه گذشته، تعداد رویدادهای ال نینو افزایش و تعداد رویدادهای لا نینا کاهش یافته است. اگرچه مشاهدات با مدت طولانی‌تری از ENSO برای تشخیص تغییرات قوی مورد نیاز است.
مطالعه داده‌های تاریخی نشان می‌دهد که تغییرات اخیر ال نینو به احتمال زیاد با گرم‌شدن کره زمین مرتبط است. به عنوان مثال، برخی از نتایج داده‌های مشاهده شده، حتی پس از کم‌کردن تأثیر مثبت تغییرات ده‌ساله، نشان داده‌اند که احتمالاً دامنه تغییرپذیری در روند ENSO به میزان ۶۰ درصد در ۵۰ سال گذشته رو به افزایش است. در مطالعه‌ای که توسط سازمان پژوهش‌های علمی و صنعتی همسود در ۲۰۲۳ منشتر شد، محققان دریافتند که بر اثر تغییرات اقلیمی ممکن است احتمال وقوع رویدادهای قوی ال نینو به میزان دو برابر و احتمال وقوع رویدادهای قوی لانینا به میزان نه برابر افزایش یافته باشد. این مطالعه بیان کرد که بین مدل‌ها و آزمایش‌های مختلف اتفاق نظر وجود دارد.
ششمین گزارش هیئت بین‌دولتی تغییر اقلیم پژوهش انجام‌شده در سال ۲۰۲۱ در مورد آینده ENSO را به شرح زیر خلاصه کرده است:
- «در دراز مدت، به احتمال زیاد تغییرات بارش مرتبط با ال نینو–نوسان جنوبی افزایش خواهد یافت».
- «به احتمال بسیار زیاد تغییرات بارندگی مرتبط با تغییر در قدرت و وسعت فضایی دورپیوند ENSO منجر به تغییرات قابل توجهی در مقیاس منطقه‌ای خواهد شد».
- «اطمینان متوسطی وجود دارد که هم دامنه ENSO و هم فراوانی رویدادهای با بزرگی بالا از سال ۱۹۵۰ به‌نسبت به دوره ۱۸۵۰ و احتمالاً تا ۱۴۰۰ بیشتر است».[۹]

## تأثیرات ENSO بر الگوهای وضع هوا
ال نینو بر اقلیم جهانی تأثیر می‌گذارد و الگوهای عادی وضع هوا را مختل می‌کند که می‌تواند در برخی نقاط منجر به طوفان شدید و در برخی دیگر خشکسالی شود.

### چرخندهای حاره‌ای
بیشتر چرخندهای حاره‌ای در سمت پشته‌های جنب‌حاره‌ای نزدیک به استوا تشکیل می‌شوند، سپس پیش از انحنا به‌سمت کمربند اصلی بادهای غرب‌وزان، رو به سمت قطب از محور پشته جنب‌حاره‌ای عبور می‌کنند. مناطق غربی ژاپن و کره در طول ال نینو و فازهای خنثی، تأثیرات چرخند حاره‌ای سپتامبر تا نوامبر کمتری را تجربه می‌کنند. در طول سالهای ال نینو، شکستگی در پشته جنب‌حاره‌ای در نصف‌النهار ۱۳۰ درجه شرقی مستقر می‌شود، که متمایل به مجمع‌الجزایر ژاپن است.
بر اساس مدل‌ها و مشاهدات انرژی انباشته چرخند (ACE) سالهای ال نینو معمولاً منجر به فصل‌های توفندی با فعالیت کمتر در اقیانوس اطلس می‌شود، اما در عوض نشان‌دهنده تغییر شکل طوفان‌ها به چرخند حاره‌ای در اقیانوس آرام است. از سوی دیگر، در سال‌های لا نینا توسعه طوفان‌های بالاتر از حد متوسط را در اقیانوس اطلس و توسعه کمتر طوفان در حوضه اقیانوس آرام را مشاهده می‌کنیم.